# پورتو ویرو
پورتو ویرو (به ایتالیایی: Porto Viro) یک کومونه در ایتالیا است که در استان روویگو واقع شده‌است.

## خصوصیات
پورتو ویرو ۱۳۳٫۳ کیلومترمربع مساحت و ۱۴٬۶۹۶ نفر جمعیت دارد.

## خواهرخوانده
شهرهای منگلیا و Veranópolis خواهرخوانده‌های پورتو ویرو هستند.